# Antonio de Marchi
Antonio de Marchi foi um prelado católico romano que serviu como bispo de Santorini (1588–?).

## Biografia
No dia 16 de março de 1588, foi nomeado bispo de Santorini durante o papado de Sisto V. A 27 de março de 1588, foi consagrado bispo por Giulio Antonio Santorio, cardeal-presbítero de San Bartolomeo all'Isola. Não se sabe quanto tempo ele serviu; o próximo bispo registrado foi Pietro de Marchi, nomeado em 1611.